# Romano Tumellero
Romano Tumellero (Arcugnano, 2 febbraio 1948) è un ex ciclista su strada italiano.
Professionista dal 1969 al 1973, conta la vittoria di una tappa al Giro d'Italia.

## Carriera
Romano Tumellero corse per solo cinque stagioni tra i professionisti ma riuscì ad ottenere discrete vittorie. Nella stagione di esordio vinse la Coppa Sabatini ed il Trofeo Cougnet e nel 1971 una tappa al Tour de Romandie e una al Giro d'Italia. In quel 1971 fu anche secondo al Meisterschaft von Zürich, mentre l'anno prima era giunto terzo nel Giro di Toscana. Ultimo risultato di rilievo prima del ritiro fu il secondo posto nella Sassari-Cagliari 1972.

## Palmarès
- 1967 (S.C. Padovani)

Trofeo Alcide De Gasperi
Astico-Brenta
- 1969 (Ferretti, una vittoria)

Coppa Sabatini
- 1971 (Molteni, due vittorie)

2ª tappa Tour de Romandie (Estavayer-le-Lac > Porrentruy)
8ª tappa Giro d'Italia (San Vincenzo > Casciana Terme)

### Altri successi
- 1969 (Ferretti)

Classifica generale Trofeo Cougnet

## Piazzamenti

### Grandi giri
- Giro d'Italia

1969: 78º
1970: ritirato (18ª tappa)
1971: 48º
1972: fuori tempo massimo (4ª tappa, 1ª semitappa)
1973: 103º
- Tour de France

1970: 93º

### Classiche monumento
- Milano-Sanremo

1970: 32º
- Giro delle Fiandre

1972: 46º